# The Luxury Gap
The Luxury Gap es el segundo álbum de Heaven 17. Su más exitosa y vendida producción. Lanzado el 8 de abril de 1983.
A diferencia del álbum de estudio debut de Heaven 17, Penthouse and Pavement (1981), los sencillos de The Luxury Gap obtuvieron buenos resultados, en particular "Temptation", que alcanzó el número 2 en la lista de sencillos del Reino Unido y fue el 34º sencillo más vendido de 1983. Otros éxitos incluyó "Come Live with Me" (número 5 en el Reino Unido) y "Crushed by the Wheels of Industry" (número 17 en el Reino Unido).

## Estilos
- New Wave
- Synth-pop
- Dance-pop
- New Romantic

## Lista de temas
1. Crushed by the Wheels of Industry
2. Who'll Stop the Rain
3. Let Me Go
4. Key to the World
5. Temptation
6. Come Live With Me
7. Lady Ice and Mr. Hex
8. We Live So Fast
9. The Best Kept Secret
10. Let Me Go (versión extendida)
11. Temptation [*]
12. Crushed by the Wheels of Industry [*]

- Datos: Q1748246